# Back to You (Hannah Mae)
Back to You is een nummer van de Nederlandse zangeres Hannah Mae uit 2019.
"Back to You" is een rustig liefdesliedje. Het nummer werd een klein hitje in Nederland, mede doordat het gebruikt werd in een reclame voor supermarktketen PLUS. Het bereikte de eerste positie in de Nederlandse Tipparade. Ook in Vlaanderen bereikte het nummer de hitlijsten, daar haalde het de 24e positie in de Tipparade.